# 扭枝画眉草
扭枝画眉草（学名：Eragrostis reflexa）为禾本科画眉草属的植物。分布于菲律宾群岛以及中国大陆的广西、广东、福建等地，常生长在砂质土草地，目前尚未由人工引种栽培。